# مجدلين تقرأ

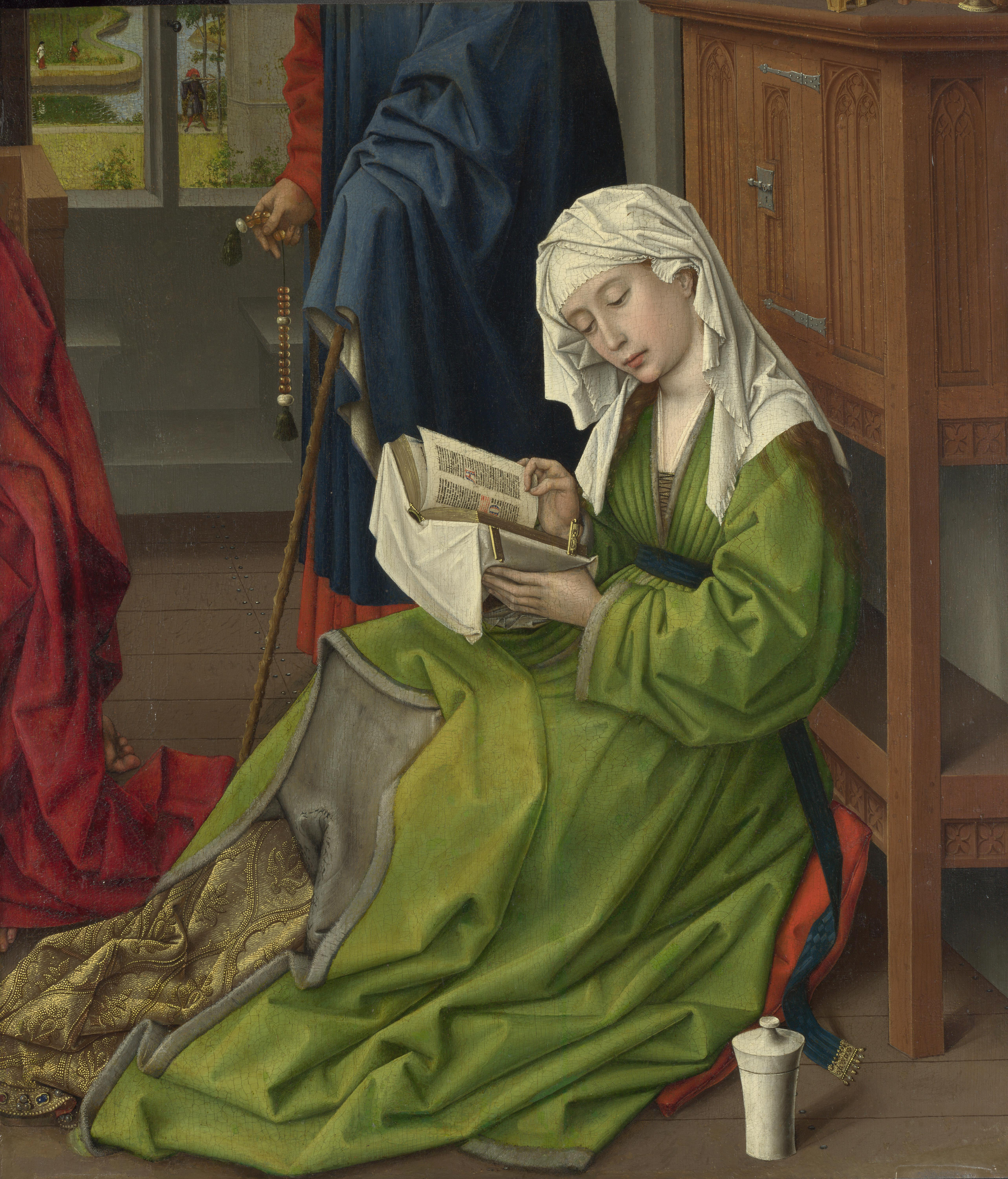
روجير فان دير وايدن ، قراءة المجدلية ، 62.2 سم × 54.4 سم (24.5 بوصة × 21.4 بوصة). حوالي 1435 – 1438. زيت على خشب الماهوجني، تم نقله من لوحة أخرى. المعرض الوطني ، لندن.

لوحة قراءة المجدلية أو مجدلين تقرأ هي واحدة من ثلاثة أجزاء باقية من لوحتين كبيرتين كانتا في الأصل مذبحًا ضخمًا مرسومًا بالزيت على لوح خشبي في منتصف القرن الخامس عشر، أنجزها الرسام الفلمنكي المبكر روجير فان در فايدن. اللوحة، التي كانت مرسومة على خشب البلوط في الأصل، أُنجزت في فترة ما بين عامي 1435 و1438، وهي محفوظة في المعرض الوطني في لندن منذ عام 1860.
تُظهر اللوحة امرأة ذات بشرة شاحبة، وعظام وجنتين بارزتين، وجفون بيضاوية، وهي ملامح نموذجية للصور المثالية للنساء النبيلات في تلك الحقبة. يمكن التعرف عليها بأنها مريم المجدلية من خلال جرة الطيب الموضوعة في مقدمة الصورة، وهي رمز تقليدي لها في الفن المسيحي. تظهر المجدلية غارقة تمامًا في القراءة، كنموذج لحياة التأمل، وقد تابت وغُفرت لها خطاياها السابقة.
في التقليد الكاثوليكي، تم الربط بين المجدلية وكلٍّ من مريم أخت لعازر التي دهنت قدمي يسوع بالطيب، والمرأة الخاطئة المجهولة المذكورة في إنجيل لوقا 7:36–50. وغالبًا ما تُصوَّر المجدلية في الأيقونات الدينية وهي تحمل كتابًا، في لحظة تأمل، أو والدموع في عينيها، أو وهي تُشيح بنظرها.
كان خلفية اللوحة قد طُليت بطبقة سميكة من الطلاء البني، ولكن عملية تنظيف تمت ما بين عامي 1955 و1956 كشفت عن تفاصيل إضافية: فقد ظهرت شخصية تقف خلف المجدلية وأخرى راكعة أمامها يظهر منها قدم عارية، بالإضافة إلى منظر طبيعي مرئي من خلال نافذة.
هاتان الشخصيتان الظاهرتان جزئيًا مقطوعتان من حواف اللوحة الموجودة في لندن. وتم التعرف على الشخصية الظاهرة فوق المجدلية بأنها جزء من قطعة فنية محفوظة في متحف كالوست غولبنكيان في لشبونة، وتُظهر رأس القديس يوسف النجار. وهناك جزء آخر في لشبونة يُعتقد أنه يُمثّل القديسة كاترين الإسكندرانية، ويُرجَّح أنه ينتمي إلى نفس العمل الأصلي الأكبر.
كان المذبح الأصلي عبارة عن لوحة تُعرف باسم "المحادثة المقدسة" (sacra conversazione)، ولم يُعرف منها سوى رسم تخطيطي محفوظ في المتحف الوطني السويدي في ستوكهولم بعنوان العذراء والطفل مع القديسين، وهو مبني على نسخة جزئية من اللوحة تعود على الأرجح إلى أواخر القرن السادس عشر. يُظهر هذا الرسم أن لوحة المجدلية كانت تحتل الزاوية اليمنى السفلى من المذبح.
أما عن أبعاد الأجزاء الأخرى الموجودة في لشبونة، فهي تبلغ ثلث حجم لوحة المجدلية، والتي تبلغ أبعادها 62.2 × 54.4 سنتيمترًا (24.5 × 21.4 إنشًا).
على الرغم من أن روجير فان در فايدن كان ناجحًا على المستوى الدولي خلال حياته، إلا أن اسمه تراجع في القرن السابع عشر، ولم يُعاد اكتشافه إلا في بدايات القرن التاسع عشر.
أما لوحة "مجدلين تقرأ"، فيمكن تتبع أول ظهور لها إلى مزاد علني عام 1811. وبعد أن انتقلت عبر عدة تُجّار في هولندا، تم شراء اللوحة من قِبل المعرض الوطني في لندن عام 1860 من جامع لوحات في باريس.
وقد وصفها مؤرخ الفن لورين كامبل بأنها:
"واحدة من الروائع الكبرى لفن القرن الخامس عشر، ومن بين أهم الأعمال المبكرة لفان در فايدن".

## وصف

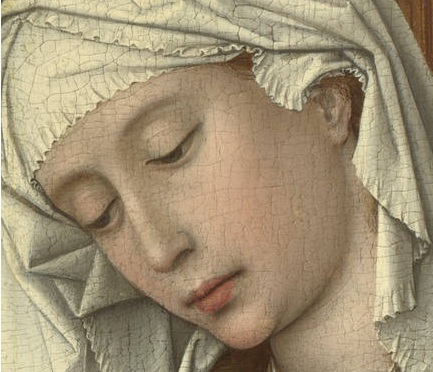
تفاصيل تظهر وجه وحجاب مريم المجدلية مطلية باللون الأبيض النقي. وقد تم نتف الحواجب والجفون وفقًا للمعايير التقليدية للجمال في ذلك الوقت.

تُصوَّر مريم المجدلية في لوحات عصر النهضة المبكر كتركيب يجمع بين عدة شخصيات إنجيلية. في هذه اللوحة، تستند المجدلية إلى شخصية مريم أخت لعازر، والتي تُعدّ في التقليد الكاثوليكي الروماني نفس شخصية المجدلية. كانت مريم أخت لعازر تجلس عند قدمي يسوع وتستمع إلى كلماته، ولهذا تُعتبر رمزًا للحياة التأملية. وعلى النقيض منها، كانت أختها مرثا، التي تُجسّد الحياة العملية، تتمنى لو أن مريم تساعدها في الخدمة.
يرسم فان در فايدن مريم المجدلية كشابة، تجلس بتقوى وهدوء، تميل برأسها وتنأى بعينيها عن الناظر في تواضع. وهي منهمكة في قراءة كتاب مقدس، غلافه مكسو بقماش أبيض يُعرف بـ"الكميس"، وهو شكل شائع من أغلفة الكتب الوقائية في ذلك الوقت. وتُربط أربعة فواصل قماشية ملونة بشريط ذهبي قرب أعلى ظهر الكتاب.
ووفقًا لمؤرخ الفن لورين كامبل، فإن المخطوطة "تشبه إلى حد كبير نسخة فرنسية من الكتاب المقدس تعود للقرن الثالث عشر"، وهي "بوضوح نص تعبدي".
ومن الجدير بالذكر أن تصوير النساء وهن يقرأن في اللوحات كان أمرًا نادرًا آنذاك؛ وإذا كانت العارضة في الواقع تستطيع القراءة، فإن هذا يدل على أنها من عائلة نبيلة.
كان روجير فان در فايدن غالبًا ما يربط بين الشكل والمعنى في أعماله الفنية، وفي هذا الجزء من اللوحة، يُعزّز التقوّس نصف الدائري لشخصية المجدلية إحساسها بالهدوء والانفصال التأملي عن محيطها.
تجلس المجدلية على وسادة حمراء، وتسند ظهرها إلى خزانة خشبية. وبجوار قدميها توجد جرة من المرمر، وهي رمزها التقليدي، إذ أنها — بحسب الأناجيل — أحضرت الطيب إلى قبر يسوع.
ويُرى من خلال النافذة منظر لقناة مائية بعيدة، يظهر فوق جدار الحديقة رامٍ يحمل قوسًا، بينما يسير شخص آخر على الجانب الآخر من الماء، ويمكن رؤية انعكاسه في سطح الماء.

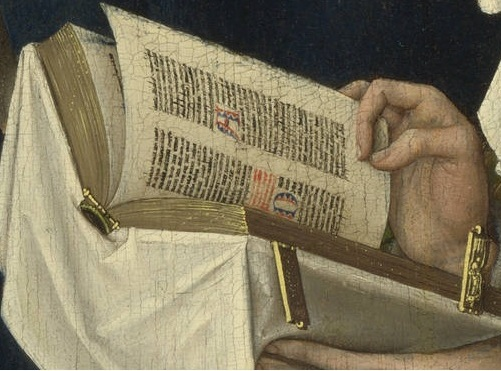
تفاصيل تظهر كتاب الصلاة، والذي من المحتمل أن يكون كتاب ساعات ، مزين بقطعة قماش بيضاء ومشابك ذهبية.

إن وضعية مريم المجدلية في لوحة فان در فايدن تُشبه إلى حد كبير عددًا من صور النساء القديسات اللواتي رسمهن روبرت كامبين (معلم فان در فايدن) أو خرجن من ورشته. وتشترك هذه اللوحة في الموضوع والنبرة مع شخصية القديسة بربارة في مذبح فيرل لكامبين، وأيضًا مع العذراء مريم في مشهد البشارة المنسوب لكامبين والمحفوظ في بروكسل.
وكما هو معتاد في أعمال فان در فايدن، فإن وجه المجدلية يتميّز بطابع منحوت شبه تمثالي، وتفاصيل ملابسها معروضة بدقة متناهية. ترتدي رداءً أخضر اللون؛ وفي الفن القوطي غالبًا ما كانت المجدلية تُصوَّر عارية (أو مغطاة فقط بشعرها الطويل) أو ترتدي ملابس غنية بالألوان كالأحمر أو الأزرق أو الأخضر، ونادرًا ما كانت تُلبس الأبيض.
رداؤها الأخضر مشدود أسفل صدرها بحزام أزرق، وتحت الرداء تظهر تنورة داخلية منسوجة بخيوط ذهبية ومزيّنة بحاشية مرصعة بالجواهر.

وقد لاحظ الناقد الفني تشارلز داروينت أن ماضي المجدلية كـ"امرأة ساقطة" يُلمّح إليه من خلال وبر الفراء المبطّن لردائها، وكذلك خصلات الشعر القليلة المنفلتة من تحت حجابها. وكتب قائلاً:
"حتى أصابعها، وهي ملتفة بطريقة لاواعية، توحي بالكمال. في مزيجها بين النقاء والإيروتيكية، تبدو مجدلية فان در فايدن مكتملة — لكنها ليست كذلك."
في العصور الوسطى، كان الفراء رمزًا للأنوثة الجنسية، وغالبًا ما ارتبط بالمجدلية. ويشرح المؤرخ فيليب كريسبن أن فنانين مثل هانس ميملينغ وكوينتين ماتسيس كثيرًا ما صوّروا المجدلية بملابس مبطنة بالفراء، ويشير إلى أنها "ترتدي بوضوح رداءً مبطنًا بالفراء في لوحة فان در فايدن "مجدلين تقرأ".

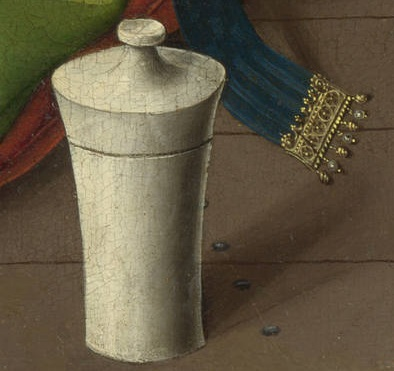
تفاصيل تظهر الجرة وصف المسامير على الأرضية الخشبية في الزاوية اليمنى السفلية من اللوحة. لاحظ الاهتمام الذي تم إعطاؤه للمشبك المذهب وسقوط الظل.

وُصِف مستوى التفاصيل في تصوير مريم المجدلية في هذه اللوحة من قبل المؤرخ الفني لورين كامبل بأنه "يتجاوز بكثير" ما قدمه يان يان فان إيك، المعروف بدقته المتناهية.
فقد رُسمت شفاه المجدلية باستخدام درجات من اللون القرمزي، والأبيض، والأحمر، ممزوجة معًا بعناية لتمنح إيحاءً شفافًا عند الحواف.
أما بطانة الفراء في ردائها، فقد صُوِّرت بمجموعة من درجات الرمادي تمتد من الأبيض شبه النقي إلى الأسود الداكن. وقد أعطى روجير فان در فايدن الفراء مظهرًا نسيجيًا واقعيًا عبر رسم خطوط متوازية مع اتجاه الرداء، ثم تمويج الطلاء (feathering) قبل أن يجف، ليُضفي عليه ملمسًا طبيعيًا.
كما أن الزخارف الذهبية على القماش نُفذت باستخدام تقنيات متنوعة مثل:
- الإمباستو (impasto): طبقات طلاء سميكة تعطي إحساسًا بالنقش.
- الشبكات والنقاط (grid and dots): بدرجات وألوان وأحجام مختلفة، لإضفاء عمق وثراء بصري.

هذه التفاصيل الدقيقة تُظهر براعة فان در فايدن الاستثنائية في الدمج بين الحِرَفية التقنية والتعبير الرمزي، مما يجعل من اللوحة تحفة فنية متكاملة من حيث الشكل والمضمون.
تتميّز اللوحة أيضًا بدرجة مذهلة من التفاصيل في العديد من العناصر المحيطة بمريم المجدلية، مثل:
- أرضية الخشب والمسامير المثبتة عليها،
- ثنيات ثوب المجدلية الدقيقة،
- ملابس الشخصيات في المشهد الخارجي،
- وخرز مسبحة يوسف البلورية، التي تظهر بإبرازات ضوئية لامعة تعكس دقة دراسة تأثير الضوء.[8][16]

يمكن ملاحظة التدرجات الدقيقة للضوء والظل في زخارف الخزانة الخشبية التي تستند إليها المجدلية، وكذلك في أقفال الكتاب الذي تقرأه.
تبدو مريم منغمسة تمامًا في القراءة، غير مدركة لما يدور حولها، وهو ما يضفي على حضورها وقارًا هادئًا.

وعلى الرغم من أن فان در فايدن يُعرف بأنه أكثر عاطفية من غيره من كبار الرسامين الفلمنكيين في عصره — وخاصة عند مقارنته بـيان فان إيك المعروف برصانته وتفاصيله التحليلية — إلا أنه في هذه اللوحة، منح المجدلية تعابير رصينة ومتواضعة، تُجسّد السكينة والتأمل الداخلي. أما الجسم الموجود على اليمين، والذي يجلس على أرجل بجانب صندوق، فمن المحتمل أن يكون إبريقًا صغيرًا، وربما كان حاملًا لآثار مقدسة (ريليكواريا). كما أن وجود بارز على يسار الخزانة قد يمثل بابًا أو مدخلًا.

## قطعة من المذبح

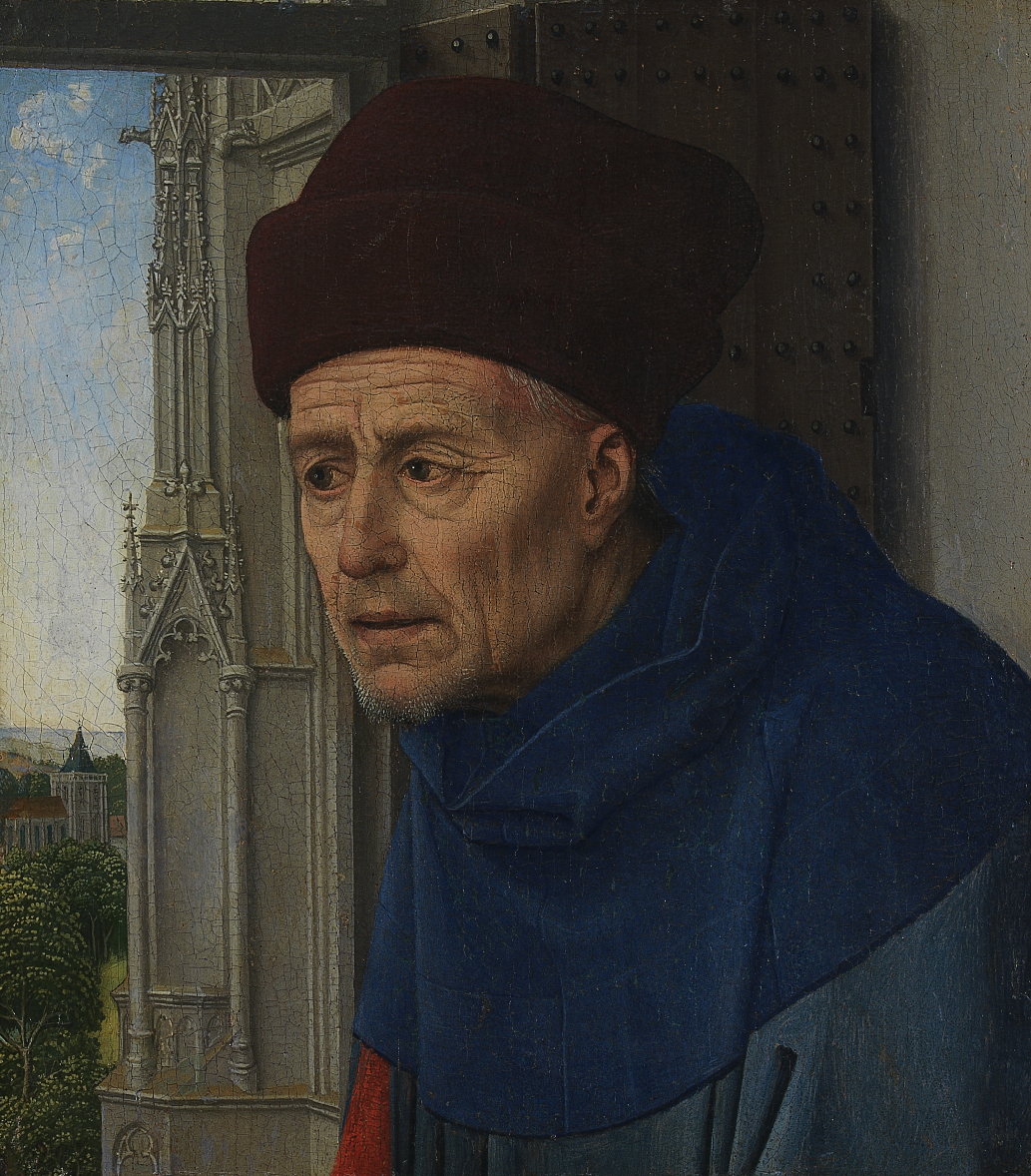
رأس القديس يوسف (جزء).. متحف كالوست جولبنكيان ، لشبونة. يُعتقد أن هذه اللوحة تُظهر القديس يوسف ، الذي يظهر جسده من أعلى ذراعه في القراءة المجدلية.

رسمٌ بعنوان "العذراء والطفل مع القديسين"، محفوظ في متحف ستوكهولم الوطني، يُعتقد أنه دراسة لجزء من المذبح الأصلي قام بها أحد أتباع فان در فايدن، والذي قد يكون معروفًا بلقب سيد أوراق كوبورغ المستديرة (Master of the Coburger Rundblätter).
يتميز الرسم بخلفية مرسومة بشكل حر وغير مفصل، ويُظهر من اليسار إلى اليمين:
- قديس أسقف غير محدد الهوية يرتدي العمامة ويحمل العصا الأسقفية، وهو في وضعية إيماء البركة.
- فراغ ضيق يحتوي على بعض الخطوط العمودية المتموجة التي توحي ببداية رسم شخصية أخرى راكعة.
- شخصية ملتحية حافية القدمين ترتدي رداءً خشنًا، يُعتقد أنها القديس يوحنا المعمدان.
- العذراء جالسة تحمل على حجرها الطفل يسوع الذي يميل إلى اليمين وينظر إلى كتاب.
- رجل راكع بدون لحية، يُعتقد أنه يوحنا الإنجيلي، وهو يمسك بالكتاب.

يتوقف الرسم عند نهاية رداء يوحنا الحواري، عند النقطة التي تتقاطع فيها عصا المشي الخاصة بيوسف مع رداء يوحنا وملابس المجدلية على لوحة لندن.
يشير هذا التوقف إلى أن لوحة المجدلية كانت أول جزء يُقطع من العمل الكبير الأصلي.

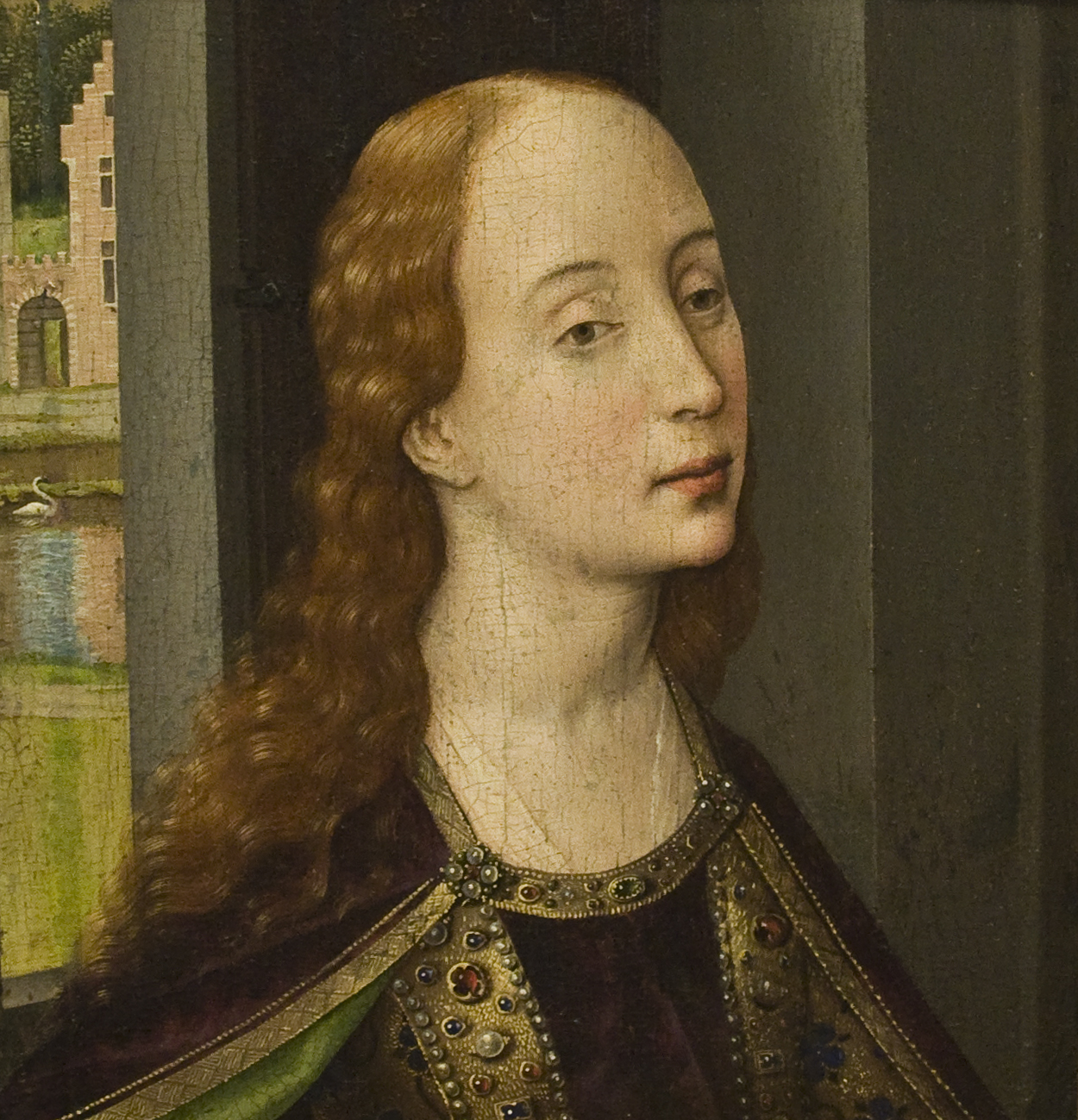
رأس قديسة (القديسة كاترين؟) (جزء).. متحف كالوست جولبنكيان ، لشبونة. ربما يكون هذا تمثيلًا للقديسة كاترين من الإسكندرية ، وهو أقل جودة من القطعتين الأخريين المعروفتين، مما يشير إلى أنه ربما تم إكماله بواسطة أعضاء ورشة فان دير وايدن.

قبل عام 1811 بوقت غير محدد، تم تقسيم المذبح الأصلي إلى ثلاث قطع على الأقل، ربما بسبب تلف ما، مع العلم أن جزء المجدلية لا يزال في حالة جيدة. يُعتقد أن الطلاء الأسود السميك الذي طُبّق فوق الخلفية أُضيف بعد أوائل القرن السابع عشر، وذلك في فترة تراجع شعبية الرسم الفلمنكي الذي أصبح غير مواكب للموضة.
يعتقد لورين كامبل أنه بعد إزالة تفاصيل الخلفية، أصبحت اللوحة تشبه إلى حد كبير لوحات النوع (genre paintings) التي كانت شائعة في مجموعات الفن الهولندي في القرن السابع عشر، مما جعلها مناسبة للعرض في مثل هذه المجموعات.
من خلال مقارنة حجم القطع الثلاثة الباقية مع الرسم التحضيري، يُقدّر أن المذبح الأصلي كان لا يقل عن متر واحد في الارتفاع و1.5 متر في العرض؛ حيث يبدو أن شخصية الأسقف والمجدلية تمثلان حدود العرض الأفقية بوضوح، لكن لا يمكن تحديد مدى امتداد اللوحة فوق وتحت الأجزاء المتبقية والرسم.
هذا الحجم يُقارَن عادة بالقطع الصغيرة من مذابح ذلك العصر.
كانت الخلفية قد طُبّقت عليها طبقة سميكة من الصباغ الأسود أو البني حتى تم تنظيفها في عام 1955، ولم يتم ربطها بجسم ورأس يوسف في قطعة لشبونة إلا بعد إزالة هذه الطبقة.
ولم تُسجل هاتان القطعتان في أي جرد أو سجل فني حتى عام 1907، عندما ظهرتا في مجموعة ليو لاردوس في مدينة سوريسن بفرنسا.
لوحة لندن تُظهر جزءًا كبيرًا من ملابس شخصيتين أخريين من المذبح الأصلي:
- إلى يسار المجدلية يظهر رداء أحمر يعود لشخصية راكعة، ويُعتقد أنها القديس يوحنا الحواري الراكن، حيث تتطابق هذه الشخصية ورداؤها، وأيضًا الخلفية بشكل أقل دقة، مع شخصية يوحنا الراكع.[18]
- خلف المجدلية توجد شخصية واقفة ترتدي رداء أزرق وأحمر، تحمل مسبحة ذات خرزات خطية في يد، وعصا مشي في اليد الأخرى.[22]

لوحة أخرى في متحف كالوسطة غولبنكيان في لشبونة تُظهر رأس شخصية يُعتقد أنها القديس يوسف، وتطابق الخلفية وملابس هذه الشخصية مع تلك التي خلف المجدلية في لوحة لندن، مما يؤكد أنها جزء من نفس العمل الأصلي.
في الرسم الموجود في ستوكهولم، تم استبعادها أو لم يُرسم منها سوى آثار قليلة من ثيابها.
لوحة القديس يوسف تحتوي على جزء صغير يُظهر مشهدًا خارجيًا عبر نافذة؛ وإذا افترضنا أن الشخصية النسائية الأخرى (كاترين) راكعة، فإن الأشجار فوق المجري المائي تتطابق مع تلك الموجودة في لوحة لندن.
بعض مؤرخي الفن، مثل مارتن ديفيز وجون وارد، كانوا مترددين في قبول لوحة القديسة كاترين كجزء من المذبح الأصلي، رغم أن اللوحة بلا شك من عمل فان در وايدن أو تابع له معاصر له.
الدليل ضد ارتباط هذه اللوحة بالمذبح يشمل اختلاف تصميم إطار النافذة: إطار النافذة بجانب القديسة في لوحة الغولبنكيان بسيط، بينما الإطار بجانب القديس يوسف مائل (مشطوف). مثل هذا التباين داخل عمل واحد لفان در وايدن غير مألوف.
اللوحتان متساويتان تقريبًا في السمك (1.3 سم) ومتقاربتان في الحجم: لوحة القديسة كاترين بقياس 18.6 سم × 21.7 سم، ولوحة القديس يوسف بقياس 18.2 سم × 21 سم.
يرى لورن كامبل أنه رغم أن رأس القديسة كاترين "مرسوم بشكل واضح أقل جودة وأقل نجاحًا من المجدلية"، إلا أنه "من المحتمل جدًا" أن جميع القطع الثلاث جاءت من العمل الأصلي نفسه.
ويشير إلى أنه "في منتصف الحافة اليمنى لهذه القطعة [القديسة كاترين] يوجد مثلث صغير أحمر، محدد بخط فرشاة مرسوم مسبقًا... ومن المحتمل أن يكون هذا الأحمر جزءًا من محيط الشخصية المفقودة للمعمدان (يوحنا المعمدان)".
هذا القطعة الصغيرة تقع على الحافة الخارجية للوحة، ولا تظهر إلا عندما تُزال اللوحة من إطارها. ويعتقد جون وارد أن هذه القطعة تتوافق مباشرة مع طيات رداء يوحنا.
الرسم الموجود في ستوكهولم يحتوي على فجوة ضيقة فارغة إلى يمين الأسقف، مع بعض الخطوط غير الواضحة التي قد تمثل الملامح السفلى للشخصية الراكعة التي يُعتقد أنها القديسة كاترين.
رغم أن وجوه الشخصيات في القطع الثلاثة الباقية لا تتطابق مع أي وجه في الرسم، إلا أن إعادة تركيب العمل عام 1971 التي أجراها مؤرخ الفن جون وارد — والتي جمعت كل هذه الأعمال في تركيب مركزي للـ العذراء والطفل محاطًا بستة قديسين — تُعتبر مقبولة على نطاق واسع.

أما عن أصل الرسم الموجود في ستوكهولم أو تاريخه قبل القرن التاسع عشر، فهو غير معروف، باستثناء أن الجانب الخلفي (الفيرسو) يحتوي على نقش بقايا من العذراء والطفل يُنسب إلى ورشة عمل في بروكسل تعود لحوالي عام 1440. هذا النقش موجود حاليًا أيضًا في البرتغال.

## الأيقونات

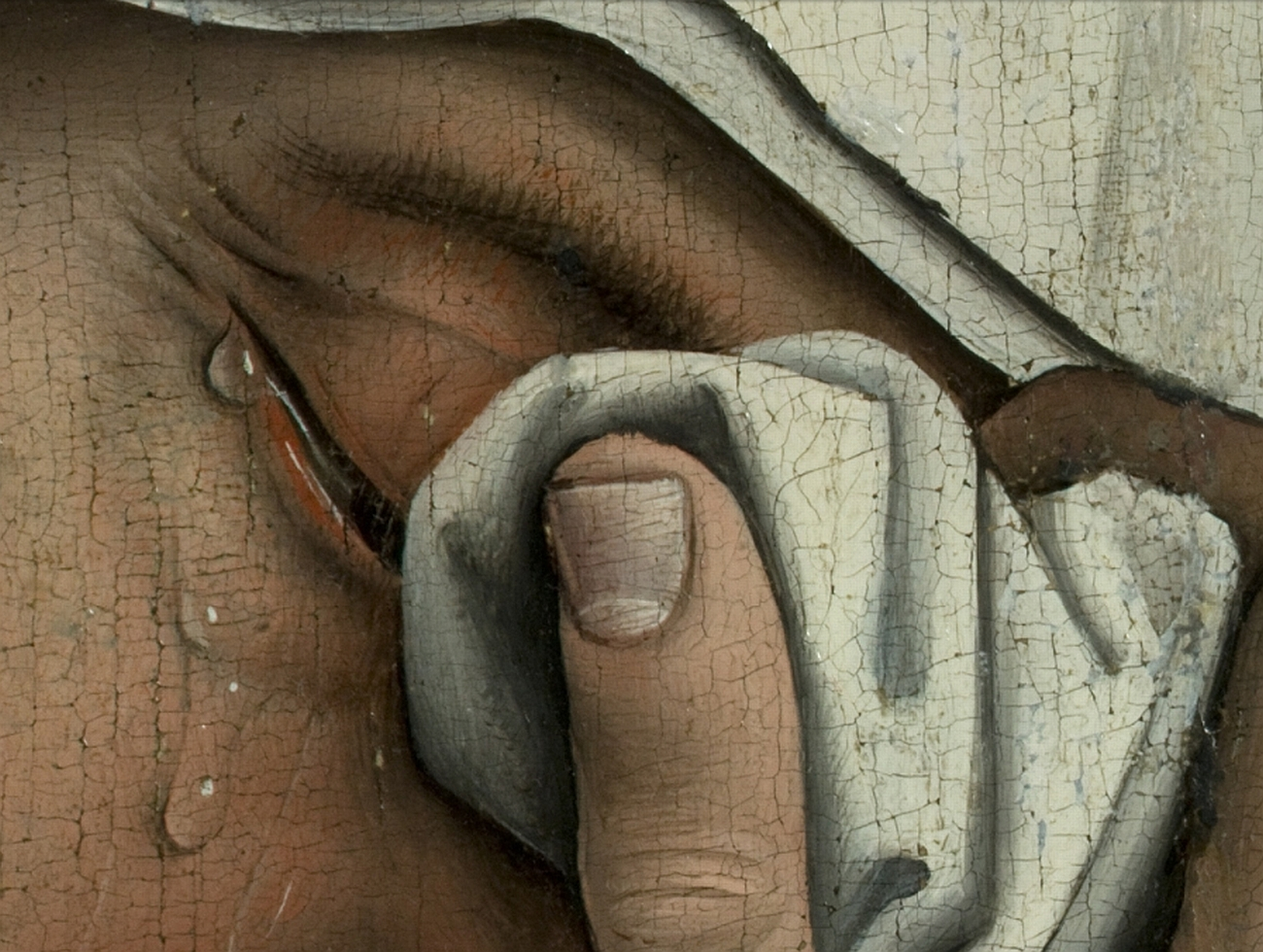
تفاصيل من النزول من الصليب ، حوالي عام 1435. هنا يصور فان دير وايدن الدموع والعينين المرئيتين جزئيًا لماري كلوباس.

تجسيد فان دير فايدن للمجدلية يستند إلى مريم المجدلية (مريم بيت عنيا)، التي تم تحديد هويتها بحلول زمن البابا غريغوري الأول كمومس تائبة من إنجيل لوقا 7:36-50. ومن ثم ارتبطت هذه الشخصية بالبكاء والقراءة؛ إذ أن رحمة المسيح تجعل عيون الخاطئين مليئة بالندم أو الدموع.
كان فنانو النهضة المبكرة كثيرًا ما يعبرون عن هذه الفكرة من خلال تصوير عيون متأملة، حيث يرتبط البكاء بالكلمات، ومن ثم ترتبط عملية البكاء بالقراءة. يمكن رؤية أمثلة على ذلك في أعمال القرن السادس عشر لفنانين مثل تينتوريتو وتيتيان، حيث تظهر المجدلية وهي تقرأ، وغالبًا ما تكون عيناها موجهتين نحو كتابها (مبتعدة عن النظرة الذكورية)، أو ترفع نظرها نحو السماء، أو أحيانًا تنظر بخجل نحو المشاهد.
يشرح موشيه باراش في كتابه "الوجه الباكي" أن في زمن فان دير فايدن، كانت حركة تحريك أو إخفاء العينين بمثابة "صيغة تصويرية للبكاء".

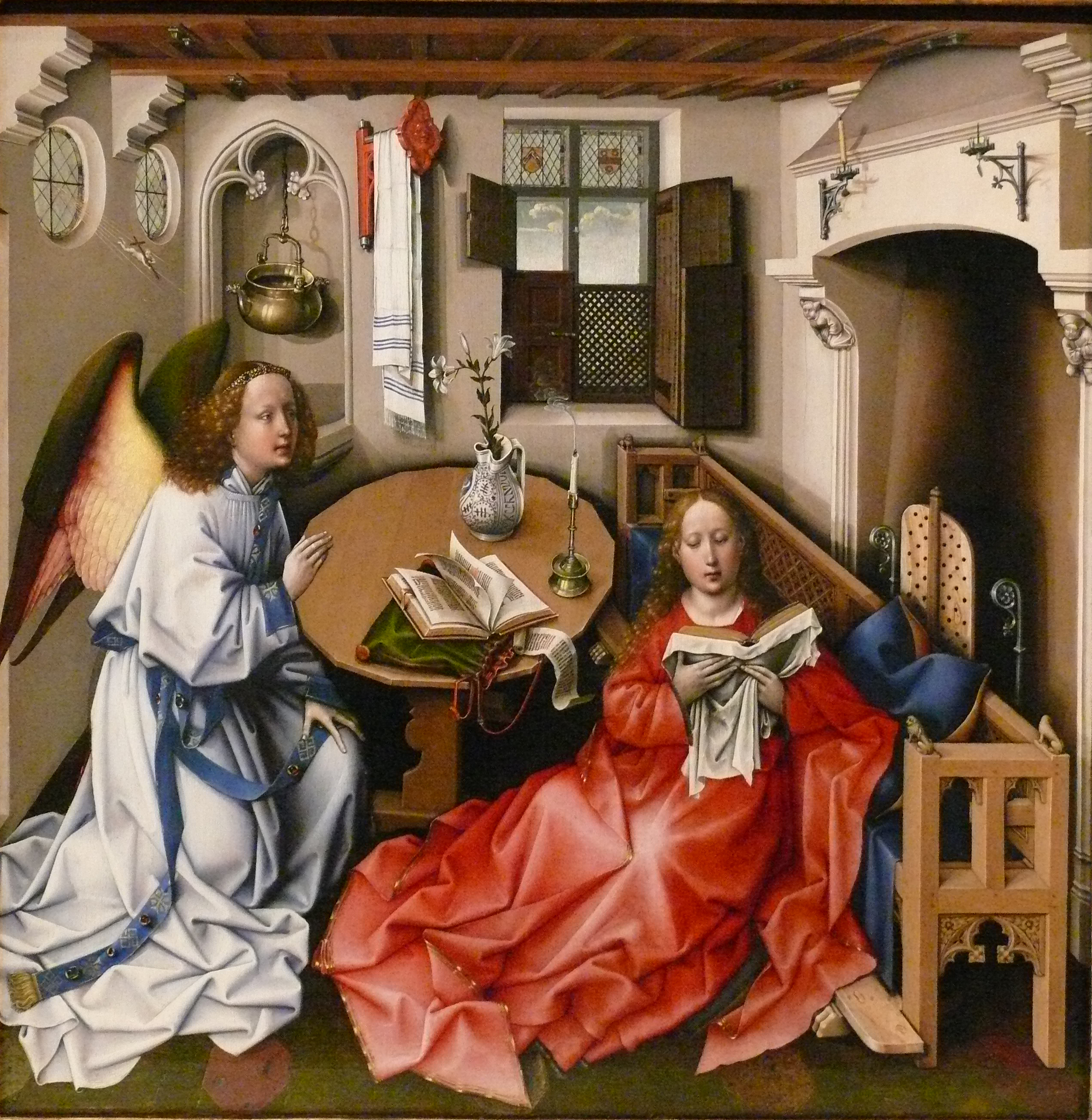
مذبح ميرود أو لوحة البشارة الثلاثية للفنان روبرت كامبين (اللوحة المركزية)، حوالي 1427-1432، متحف متروبوليتان للفنون ، نيويورك؛ الأديرة. تعتبر شخصية العذراء قريبة من لوحة لندن ماجدالين لفان دير وايدن.

بحلول العصر الوسيط، أصبح فعل القراءة مرادفًا للتعبد، والذي يتضمن الانعزال عن الأنظار العامة. يعكس اختيار فان دير وايدن لوضع المجدلية في مشهد داخلي تزايد مستوى القراءة لدى النساء المنزليات أو العلمانيات في منتصف القرن الخامس عشر. أظهرت زيادة إنتاج النصوص التعبدية أن النساء النبيلات في تلك الفترة كنّ يقرأن بانتظام نصوصًا مثل كتاب المزامير أو كتب الساعات في خصوصية منازلهن.
وبالرغم من عدم التأكد مما إذا كانت المجدلية نفسها قارئة، فقد تم تأسيس صورتها بحلول القرن السابع عشر كقارئة في الفنون البصرية. وبما أن المجدلية كانت حاضرة عند قيامت المسيح، فقد نُظرت إليها كحاملة للأخبار – شاهد عيان – وبالتالي ارتبطت بشكل مباشر بالنص والكتابة.
تعتمد أيقونية المجدلية أيضًا على فكرة المسيح ككلمة، ممثَّلة بكتاب، فيما تظهر المجدلية كقارئة تتأمل في قصتها الشخصية في لحظة من التوبة والتأمل. تعكس قراءتها تعبدها العميق وتوبتها، مما يعزز صورتها التقليدية كـ "الخاطئة التائبة"، لكنها تظهر أيضًا كـ "نبيّة" أو "رائية" تستلهم الحكمة الإلهية من خلال الكلمة المكتوبة.
وبحسب الأسطورة، قضت المجدلية الثلاثين سنة الأخيرة من حياتها كناسكة في مغارة "سانت بوم" (Sainte-Baume) في جنوب فرنسا، وغالبًا ما تُصوّر وهي تقرأ أو تكتب، رمزًا لحياتها التأملية وتوبتها المتأخرة. وبحلول القرن الثالث عشر، ترسّخت صورتها في الخيال الديني كامرأة كانت موضع خزي في السابق، لكنها، وقد اكتست بشعرها الطويل، باتت تستر جسدها في عزلة، وتُحمل أحيانًا من قبل الملائكة، تسبح بين السماء والأرض.
كانت جرّة المرهم التي ترافق المجدلية رمزًا شائعًا في المفردات البصرية خلال فترة فان در فايدن. فبحسب التقليد المسيحي، استخدمت مريم بيت عنيا (التي تم التعرف عليها لاحقًا كمريم المجدلية) هذه الجرّة لتسكب الطيب على قدمي المسيح في بيتها كتعبير عن التوبة.
وبحلول عصر النهضة، ترسّخت صورة المجدلية باعتبارها المرأة التي غسلت قدمي المسيح بدموعها وجففتهما بشعرها، وهي صورة ترمز إلى التوبة والخضوع الكامل أمام الإلهي. وقد أصبحت الجرّة تُفهم أيضًا على أنها تشير إلى "سر المسحة" (ميرون ومسحة الدهن)، أي طقس ديني مرتبط بالمغفرة والشفاء، لا سيما عندما تُصوّر المجدلية وهي تسكب الطيب (السبِكنارد الثمين) على قدمي المسيح عند قبره، في عمل رمزي يجمع بين الحزن على الميت والتكريس الروحي.
هذه الأيقونية جعلت الجرّة عنصراً لا غنى عنه في تمثيلات المجدلية، تربط بين جسدية فعل التوبة ومغزاه الروحي العميق.

## التأريخ والأصل

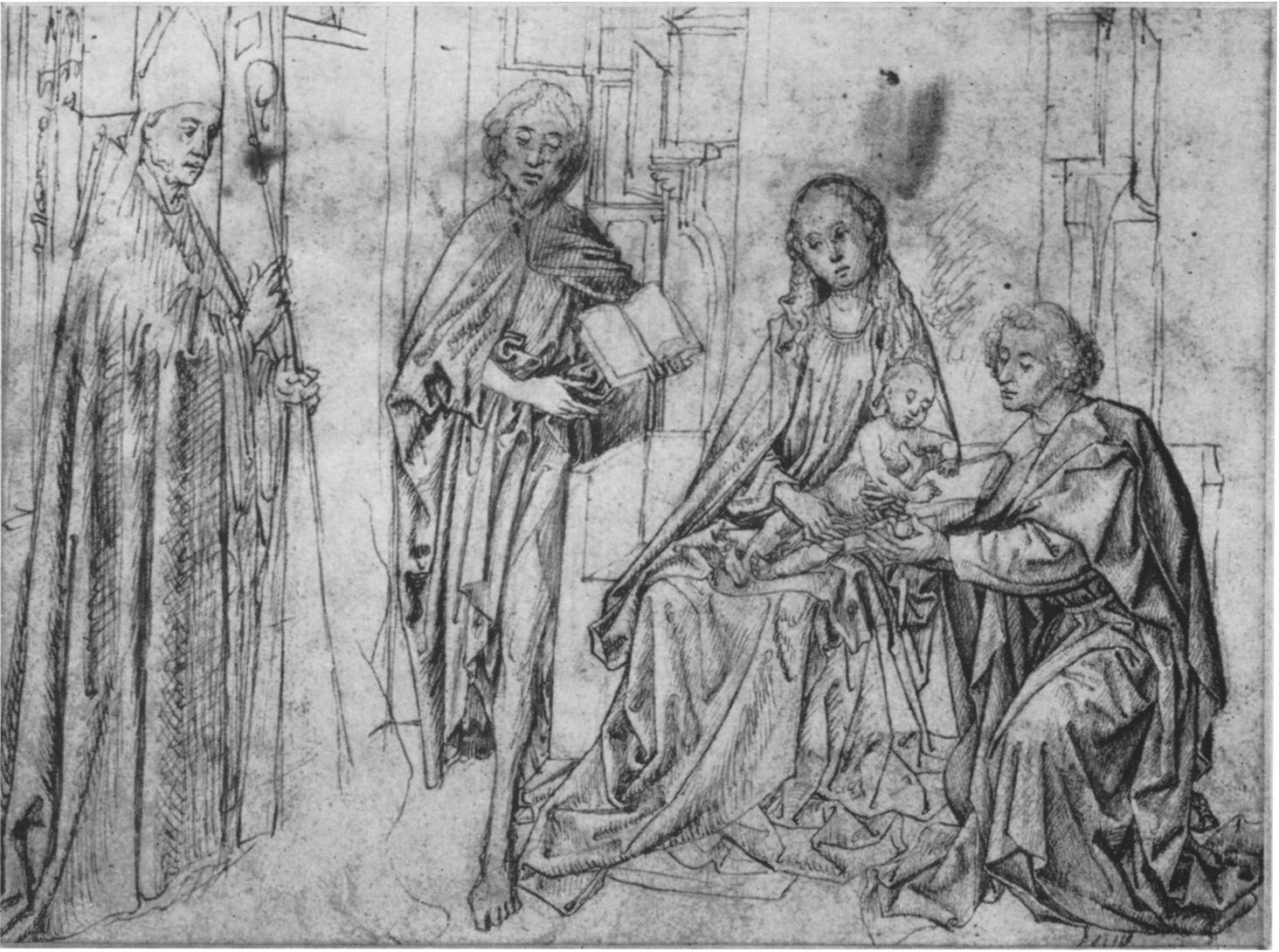
من المرجح أن يظهر الرسم الموجود في ستوكهولم، والذي يُنسب إلى رئيس تحرير صحيفة كوبورغر روندبلاتر، الجزء الموجود على يسار كنيسة المجدلية من المذبح. من المحتمل أن يكون الشكل الراكع في أقصى اليمين هو القديس يوحنا الإنجيلي ، ويمكن رؤية بعض دثاره الأحمر في قطعة لندن. تم تخمين موضع ماري في الزاوية اليمنى السفلية (خارج مجال الرؤية) بواسطة وارد من خلال وضع فان دير وايدن لشخصيات مماثلة في أعمال أخرى.

تاريخ إنجاز هذا المذبح غير مؤكد، لكن يُعتقد أنه يعود إلى الفترة ما بين 1435 و1438. تم تعيين فان در فايدن رسامًا رسميًا لمدينة بروكسل في عام 1435، ويُرجّح أن العمل قد أُنجز بعد هذا التعيين. تحدد المعطيات التي تقدمها المعرض الوطني في لندن تاريخًا تقريبيًا بـ "قبل عام 1438".

يشير مؤرخ الفن جون وارد إلى أن هذا المذبح يُعد من أوائل روائع فان در فايدن، وقد أُنجز في مرحلة مبكرة من مسيرته حين كان لا يزال تحت تأثير قوي من معلمه روبرت كامبان. ويقترح وارد تاريخًا يقارب عام 1437، مستندًا في ذلك إلى أوجه التشابه الأسلوبية والبنيوية مع مذبح ويرل (Werl Altarpiece) الذي أنجزه كامبان.
هذا التاريخ المقترح يضع العمل ضمن فترة انتقالية هامة في مسيرة فان در فايدن، حيث بدأت ملامح أسلوبه الفني الخاص بالتشكل، بينما لا تزال عناصر من أسلوب كامبان واضحة في التكوين والمعالجة البصرية.
نظرًا لأن فان دير وايدن، مثل معظم الرسامين الهولنديين الأوائل ، لم يتم إعادة اكتشافه حتى أوائل القرن التاسع عشر، فقد تم نسب العديد من أعماله أو تأريخها بشكل خاطئ، ولا تزال القطع الرئيسية مثل مذبح ميرافلوريس في برلين تظهر. وعلى العكس من ذلك، عندما تم تنظيف عدد من القطع التي اعتبرها فان دير وايدن أو مساعدوه تحت إشرافه في منتصف إلى أواخر القرن العشرين، تم دحض يده أو تأثيره المباشر، أو في حالة المجدلية، ارتبطت بصور أخرى كان إسنادها غير مؤكد.
يمكن إرجاع قراءة ماجدالين لأول مرة إلى بيع عقار كاسينو في عام 1811، وهو جامع غير معروف في هارلم ، عندما تم قطع العمل بالفعل. تم تسجيل اللوحة في مخزون الآنسة هوفمان، وهي أيضًا من هارلم. بعد انتقالها إلى الأخوين نيوينهويس، اللذين كانا من كبار تجار الفن في الفترة الهولندية المبكرة، انتقلت إلى جامع التحف إدموند بوكوزين  في باريس، الذي اشترى تشارلز لوك إيستليك مجموعته "الصغيرة ولكن المختارة" من اللوحات الهولندية المبكرة لصالح المعرض الوطني في لندن في عام 1860؛ وهو الاستحواذ الذي تضمن أيضًا صورتين لروبرت كامبين ولوحات لسيمون مارميون (1425-1489). كان ذلك خلال فترة الاستحواذ التي كانت تهدف إلى ترسيخ المكانة الدولية للمعرض. ربما قبل عام 1811، تم طلاء كل الخلفية باستثناء الرداء الأحمر على اليسار وجرة المرمر وألواح الأرضية باللون البني العادي، والذي لم يتم إزالته حتى بدأت عملية التنظيف في عام 1955. بشكل عام، "السطح المطلي في حالة جيدة جدًا"، على الرغم من أنه أفضل في الأجزاء التي لم يتم طلاءها مرة أخرى، وهناك بعض الخسائر الصغيرة.
تم نقل لوحة Magdalen Reading من خشب البلوط الأصلي إلى لوحة من خشب الماهوجني ( swietenia غرب الهند) بواسطة حرفيين غير معروفين في وقت ما بين عام 1828 وحتى عندما حصلت عليها المعرض الوطني في عام 1860. يذكر كامبل أن عملية النقل كانت "بالتأكيد بعد عام 1828، وربما بعد عام 1845، وبالتأكيد قبل عام 1860"، وهو العام الذي حصلت عليه فيه المعرض الوطني. يشير الطلاء الاصطناعي ذو اللون الأزرق السماوي الموجود في أرض النقل إلى أن تغيير اللوحة حدث بعد عام 1830. لا تزال الرؤوس في لشبونة على ألواحها الأصلية المصنوعة من خشب البلوط. تم اكتشاف رسم ستوكهولم في مخزون ألماني حوالي عام 1916 ومن المرجح أنه من أصل سويدي. تم التبرع بها من قبل جامع نرويجي، كريستيان لانجاد، إلى المتحف الوطني السويدي للفنون الجميلة في عام 1918.

## معرض الصور

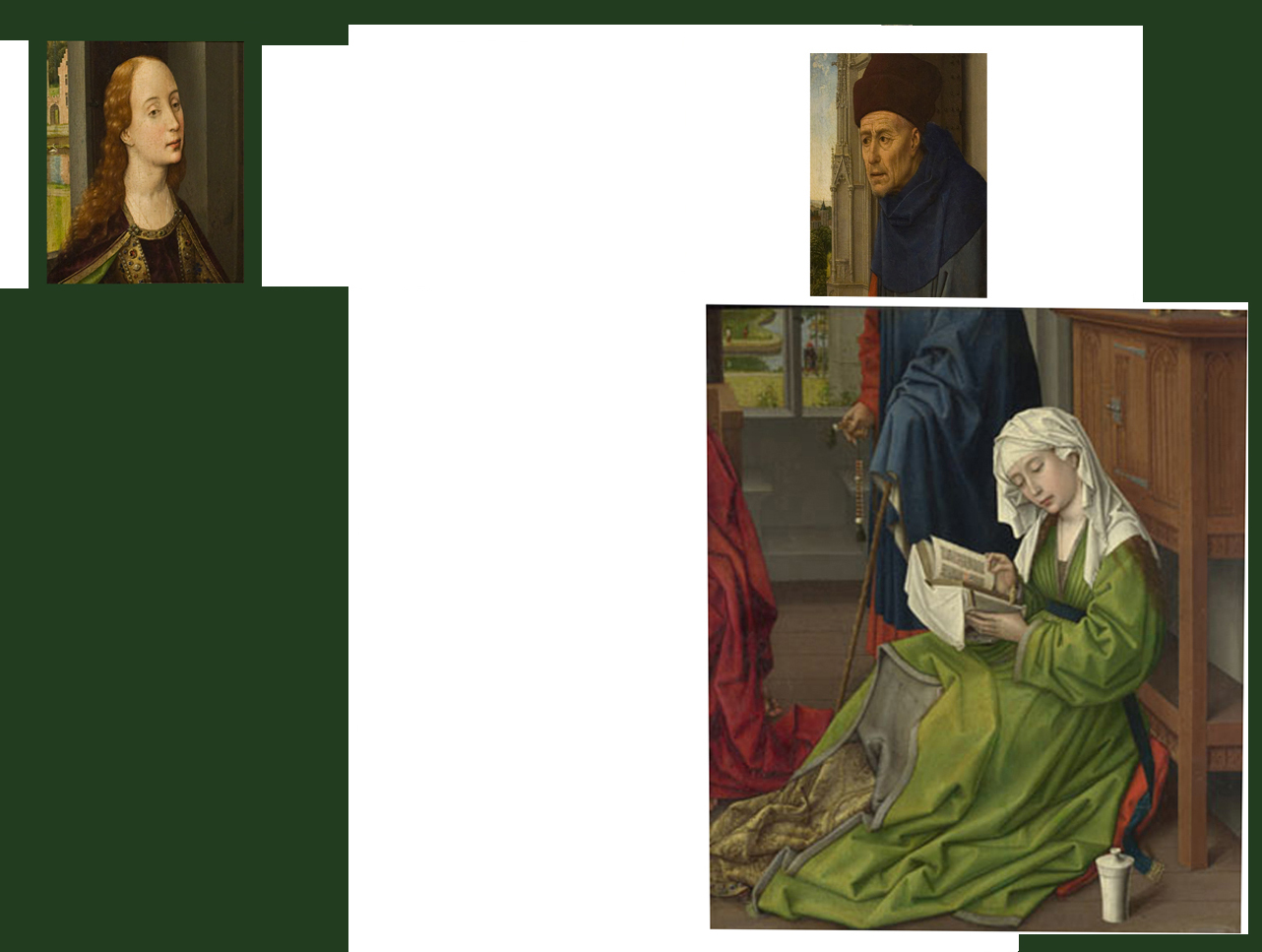
إعادة بناء جزئية للوحة الأكبر مع كاترين ويوسف ومريم المجدلية
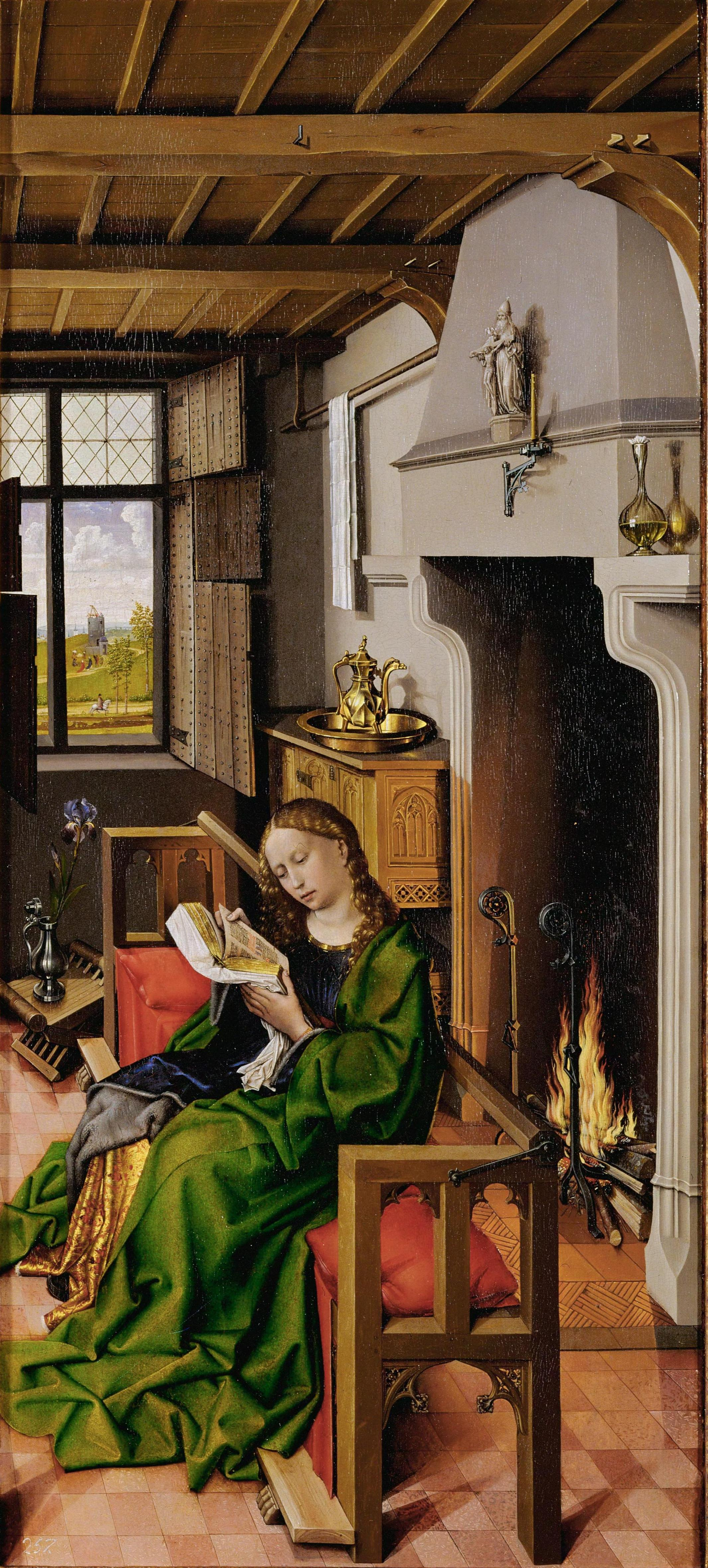
القديسة باربرا من الجناح الأيمن لمذبح ويرل لروبرت كامبين ، ١٤٣٨. متحف برادو ، مدريد. كان كامبين أستاذًا لفان دير وايدن، وكان له تأثير كبير على أعماله. لاحظ كيف أن الحركة الوحيدة في هذه الصورة الثابتة، كما هو الحال في صورة فان دير وايدن، هي صفحة التقليب.
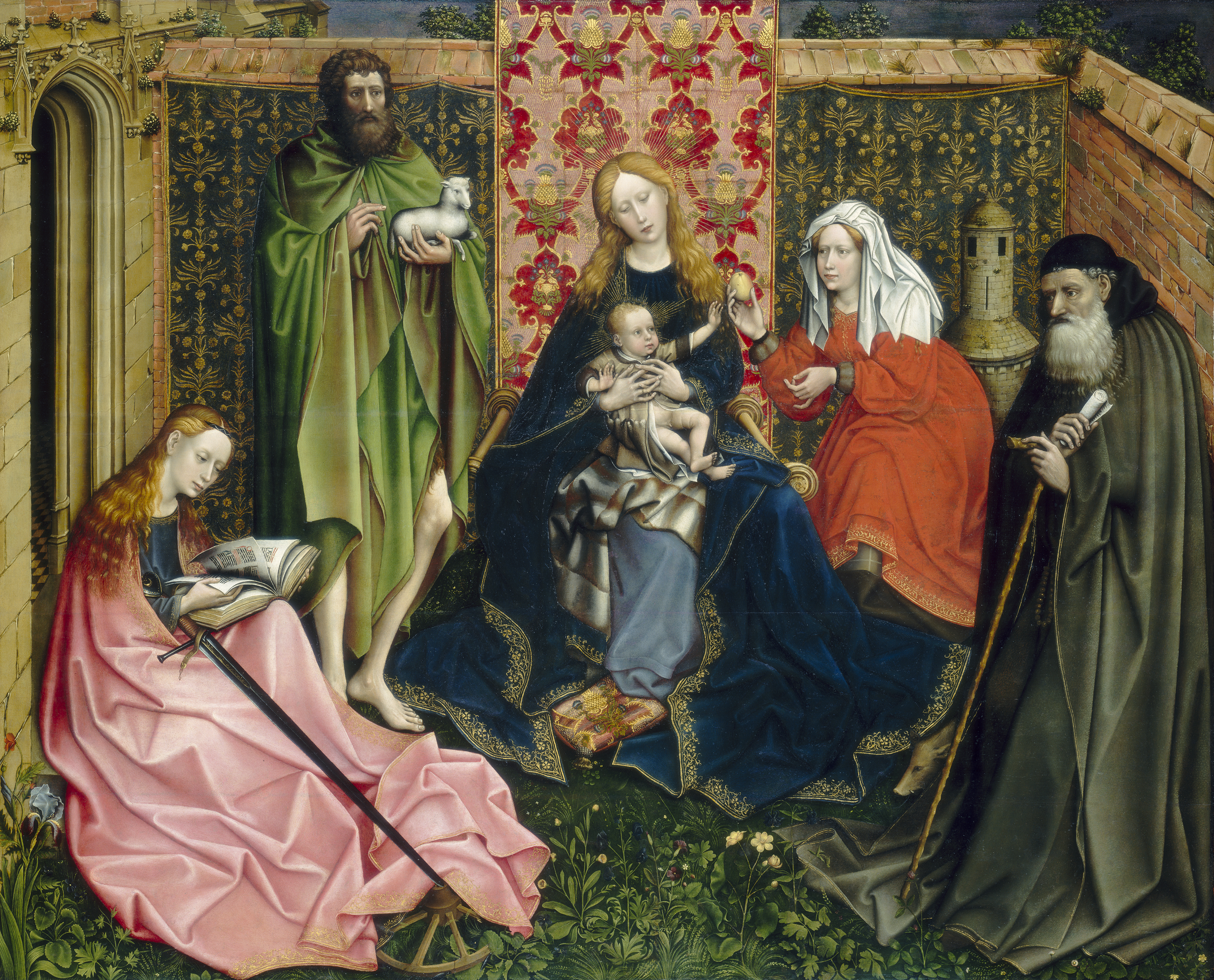
السيدة العذراء والطفل مع القديسين في الحديقة المغلقة ، حوالي ١٤٤٠/١٤٦٠. أستاذ فليمال أو ورشة عمل روبرت كامبين . المعرض الوطني للفنون ، واشنطن العاصمة [37] يتجلى تأثير كامبين في القديسة كاترين جالسة تقرأ، وطيات فستانها الثقيلة، والحديقة المغلقة (الداخلية المنزلية) نفسها.
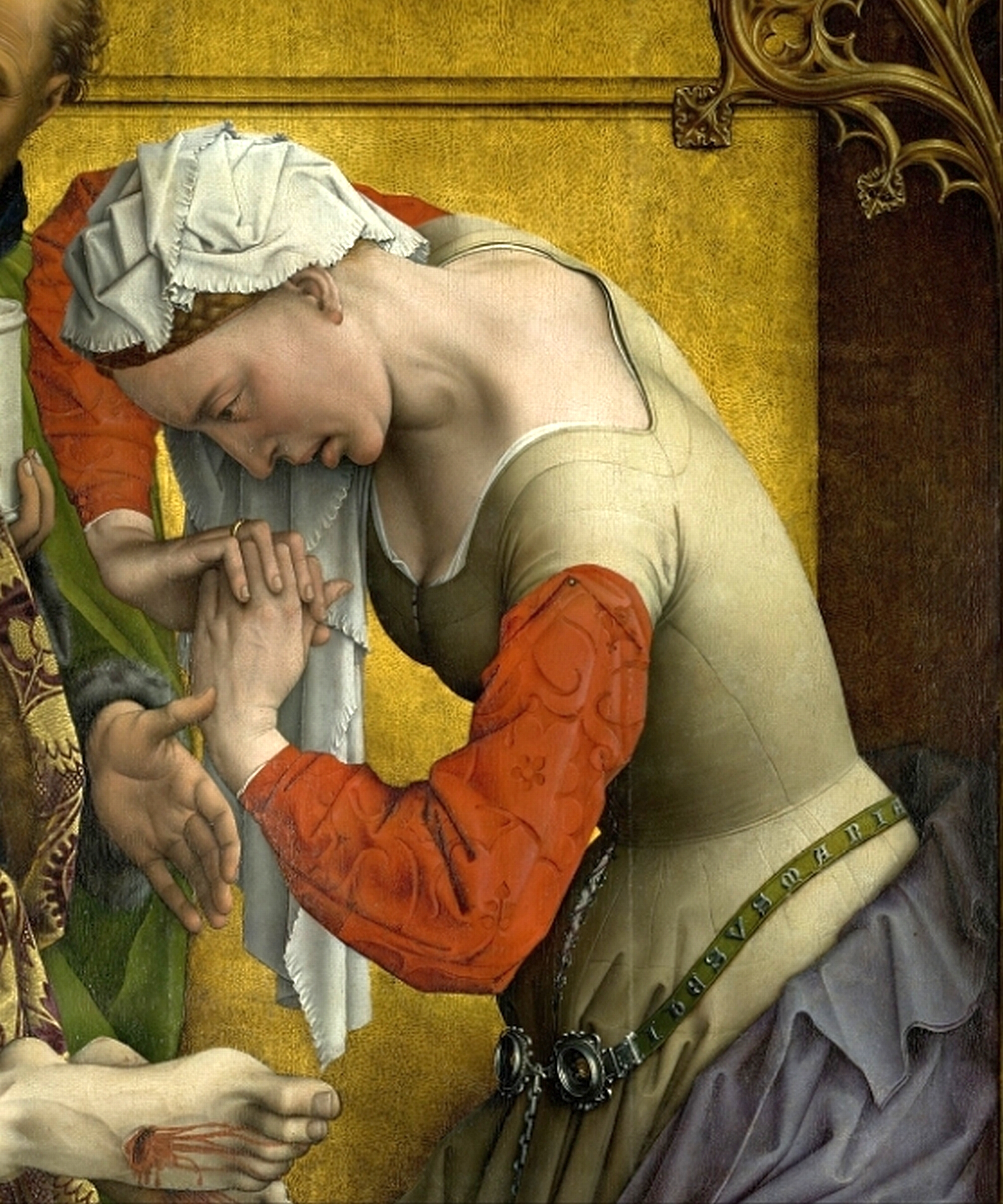
تفصيل من لوحة "النزول من الصليب" يُصوّر مريم المجدلية. أُنجزت لوحة المذبح قبل عام أو عامين من قراءة المجدلية .
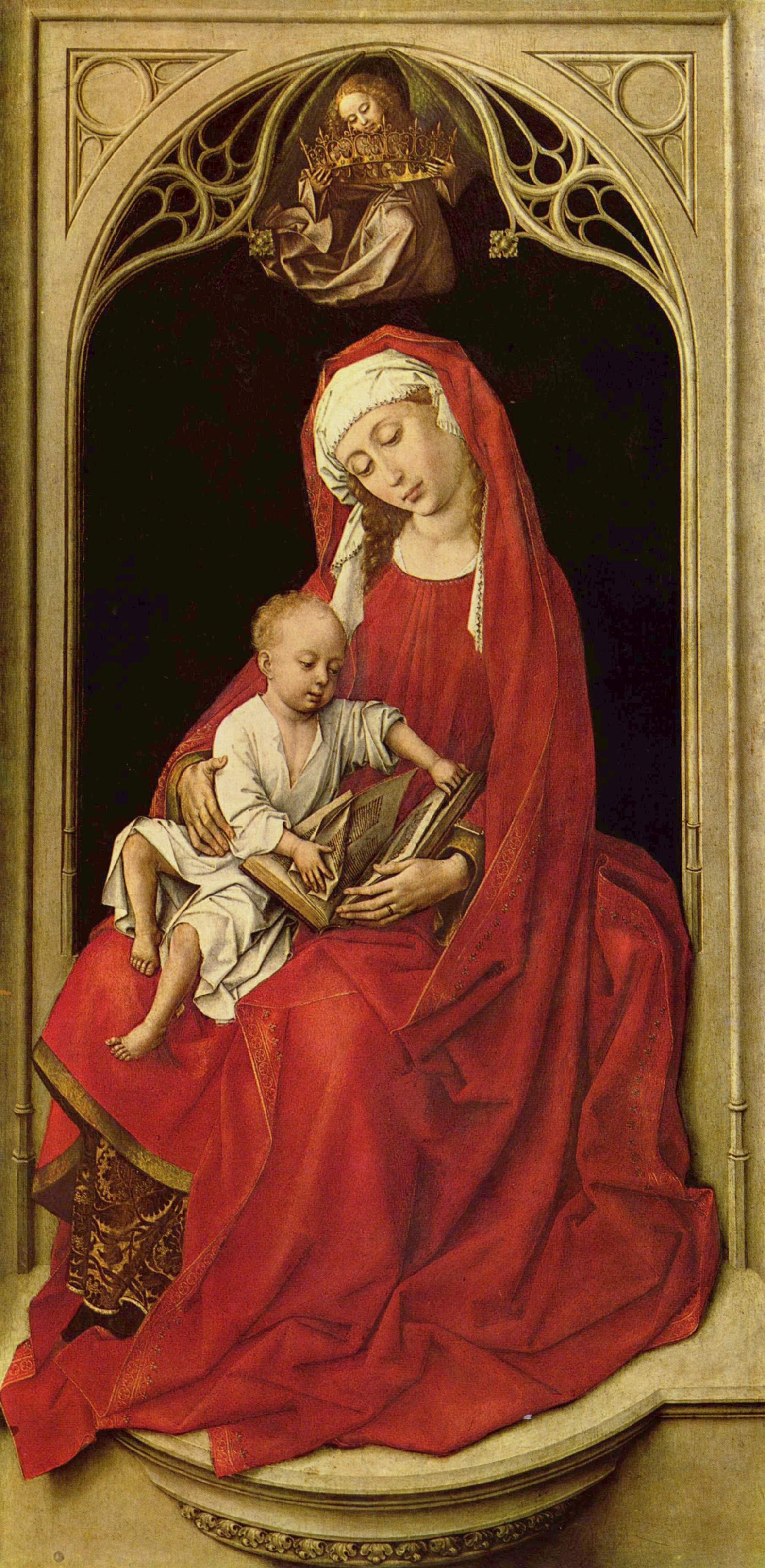
يُعتقد أن لوحة دوران مادونا قد اكتملت في نفس الوقت تقريبًا الذي اكتملت فيه لوحة ماجدالين ريدينج .
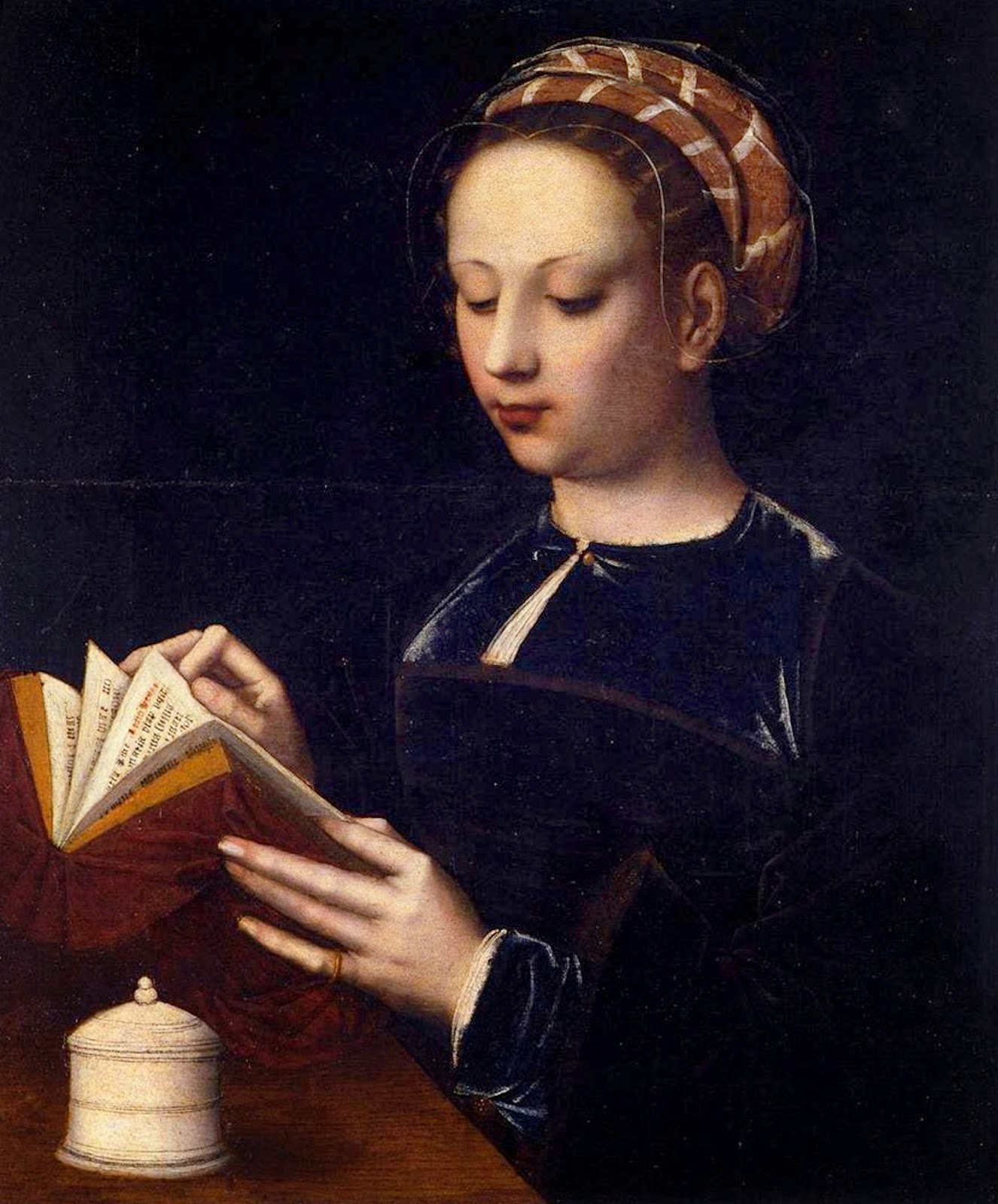
أمبروسيوس بنسون ، القراءة المجدلية ، حوالي عام 1525. يشترك هذا العمل مع فان دير وايدن في التركيز على حجم وكتلة كتابها، ويركز بشكل مماثل على أصابعها المرسومة بدقة.

### ملحوظات
1. ↑  Art UK (بالإنجليزية), Art UK, QID:Q105003187
2. ↑  "National Gallery: NG654". المعرض الوطني (لندن). مؤرشف من الأصل في 2013-05-26. اطلع عليه بتاريخ 2013-09-09.
3. ↑  Panofsky pp. 258–9 (writing before the painting had been cleaned of its overpaint): "Soon after the completion of the 'Descent from the Cross,' that is to say, in 1436–1437, Roger would seem to have produced two works in which the youthful feminine types of the Escorial picture, still vaguely Flémallesque, appear refined to greater spirituality: a major composition, apparently a Virgo inter Virgines, of which only a fragment, the 'Magdalen Reading' in the National Gallery at London, survives; and the beautiful "Madonna Duran" or "Madonna in Red" in the Prado".
4. ↑  John 12:3–8, Luke 7:36–48 is also relevant.
5. ↑  "The Magdalen Reading". National Gallery, London. Retrieved 6 December 2010. نسخة محفوظة 2025-02-11 على موقع واي باك مشين.
6. ↑  A 'sacred conversation' is an informal depiction of the Virgin and Child among a group of saints.
7. ↑  "Bust of St Catherine ?; Bust of 'St Joseph' نسخة محفوظة 2009-10-01 على موقع واي باك مشين.. Museu Gulbenkian, 19 April 2009. Retrieved 25 December 2010.
8. 1 2 3 4  Jones (2011), 54
9. ↑  Campbell (1998), 395–396, 398; quotes 396, 398.
10. ↑  Campbell (1998),398; Mark 16:1 and Luke 24:1. Another passage, taken in the العصور الوسطى to refer to the Magdalene, John 12:3–8 is the source of the alabaster jar.
11. 1 2  Clark (1960), 45
12. ↑  Campbell (1998), 400; the Merode Altarpiece is another version of this composition, though the Virgin's figure there is less similar.
13. ↑  Salih (2002), 130
14. ↑  Belloli (2001), 58
15. ↑  Darwent, Charles. "Rogier van der Weyden: Master of Passions, Museum Leuven, Belgium". ذي إندبندنت, 27 September 2009. Retrieved 1 January 2011. نسخة محفوظة 2025-01-26 على موقع واي باك مشين.
16. ↑  Potterton (1977), 54
17. ↑  

يصف لورين كامبل الشكل الصغير للمرأة التي تُرى من خلال النافذة وانعكاسها في الماء بأنها "معجزات صغيرة في فن الرسم"، ويقول إن "الاهتمام بالتفاصيل يفوق بكثير ذلك الذي أبداه يان فان إيك، وتنفيذ اللوحة مذهل للغاية". ويشير إلى أن هذه التفاصيل الدقيقة جدًا كان من المستحيل على المشاهد رؤيتها عندما كان المذبح في موقعه الأصلي.

مع ذلك، وُصفت بعض مناطق اللوحة الأخرى بأنها باهتة وغير ملهمة. فقد كتب أحد النقاد أن أرضية اللوحة ومعظم الخزانة الخشبية خلف المجدلية تبدو غير مكتملة و"ضيقة جدًا وذات تأثير ورقي".

وكذلك، فإن العديد من الأجسام الموضوعة على الخزانة أصبحت الآن تكاد تُرى سوى قواعدها فقط.<ref>These objects are often cut off in reproduction.
18. 1 2  Campbell (2004), 49
19. 1 2 3 4  Campbell (1998), 398–400
20. ↑  Campbell (1998), 394, 398
21. ↑  Campbell (1998), 405
22. ↑  Joseph's beads closely resemble those in the بورتريه أرنولفيني, which was painted around the same time and is on permanent display in the National Gallery alongside The Magdalen Reading. See Jones, 46, 54
23. ↑  
 صورة فوتوغرافية مقصوصة بالأبيض والأسود تعود إلى ثلاثينيات القرن العشرين للوحة قبل تنظيفها من الطلاء الزائد. الأسباب وراء إعادة الطلاء وكسر المذبح غير معروفة.
يوجد لوحة صغيرة إضافية في لشبونة تُظهر رأس امرأة ترتدي ثيابًا فاخرة أو ملكية، وظهرت هذه اللوحة لأول مرة عام 1907 مع لوحة القديس يوسف ضمن جرد مجموعة ليو ناردوس في سوريسن. يُعتقد أن هذه الشخصية قد تمثل القديسة كاترين الإسكندرانية. وبناءً على زاوية ثيابها ووجود نهر خلفها يبدو متوازياً مع المشهد الخارجي في لوحة لندن، يُفترض أنها كانت راكعة.<ref name="Campell492">Campell (2009), 49
24. ↑  Back Matter. Medieval Institute Publications. 1 سبتمبر 1998. ص. 398–400.
25. ↑  Davies and Ward have published, in 1957 and 1971 respectively, diagrammatic reconstructions of the altarpiece based on evidence available of the time. Campbell is responsible for much of the scholarship since.
26. ↑  Campbell (1998), 402
27. ↑  Described as "This Mary, whose brother Lazarus now lay sick, was the same one who poured perfume on the Lord and wiped his feet with her hair".John 11:1–3
28. ↑  McNamara (1994), 24
29. ↑  Green (2007), 10–12, 119
30. ↑  Badir (2007), 212
31. ↑  Bolton (2009), 174
32. ↑  Ross (1996), 170
33. ↑  
 "Rogier van der Weyden". المعرض الوطني (لندن), London. Retrieved 24 May 2011. نسخة محفوظة 2025-04-18 على موقع واي باك مشين.
34. ↑  Ward (1971), 35
35. 1 2  Campbell (2004), 50
36. 1 2  Borchert (2005), 203
37. ↑  The Madonna and Child, a host of saints, and domestic devotion in Renaissance Florence. Routledge. 22 نوفمبر 2017. ص. 163–180. ISBN:978-1-315-18731-0.

## روابط خارجية
- مدخل الكتالوج في المعرض الوطني
- لوحات أخرى معروضة بشكل دائم في الغرفة 56 بالمعرض الوطني